# Psammotettix shoshone
Psammotettix shoshone är en insektsart som beskrevs av Delong och Davidson 1934. Psammotettix shoshone ingår i släktet Psammotettix och familjen dvärgstritar. Inga underarter finns listade i Catalogue of Life.